# 大沢真一郎
大沢 真一郎（おおさわ しんいちろう、1977年1月8日 - ）は、日本の俳優。東京都杉並区出身。明治大学文学部演劇学専攻卒業。現在は、株式会社ETERNA 所属。SAIEI ENTERTAINMENT所属。かつてはモズプロジェクト、pyxisに所属していた。
2017年途中までの活動名義は旧字体の大澤 真一郎（読み同じ）。

## 概要
- 小学生の頃は『スター・ウォーズ』や『ダーティーハリー』などハリウッド大作を観て過ごす少年だった。
- 中学生の頃に『バック・トゥ・ザ・フューチャー PART2』を観て映画監督を志望する。しかし、マイケル・J・フォックスなど俳優の演技を模範するようになり、映画俳優へ志望が変わっていくが、高校生の頃は学校の演劇部には属さなかった（舞台には興味がなかったらしい）。
- 大学生時代、演技ができる部活といえば演劇部しかなく、クラスの友人に誘われて仕方がなく入部するが、写真のサークルにも入っていた。東京六大学写真展の委員長を務めていた。
- 雑誌のオーディションで映画『ロスト・バイ・デッド』に応募し、500人の中から準主役（真矢役）に抜擢される。一般映画だと思って応募したら自主映画だったらしい。大澤のシーンは辻岡正人監督が撮影し、照明、助監督と4人で1年間撮っていたが、メインキャストの女の子の1人が、あと2日間で撮影終了という時に降板しまた初めから全部撮り直したらしく、最後まで波乱の連続だったらしい。撮影終了後2年間も音沙汰がなく諦めていたとき、配給会社と劇場公開が決まったとの知らせを受ける。2003年、スクリーンデビュー。
- 2005年、映画『DIVIDE』（主演・翔/龍役 二重人格役）には当初出演予定はなく、現役女子高生を探してほしいと辻岡監督から要求されていた。経緯は不明だが突然主演に抜擢されたらしい。2006年ゆうばり国際ファンタスティック映画祭を皮切りに世界30ヶ国以上の海外映画祭で上映された。2006年度トロントリールハート国際映画祭・審査員特別大賞を受賞している。
- ニューヨーク・タイムスの「世界で活躍する若手映画俳優100選」に明記されていた。大澤の上記出演作品は日本より欧米を中心とした諸外国人に人気があり、珍しく自主映画が海外でDVD化されており、海外での強い人気を示している。「DIVIDE」のゆうばり国際ファンタスティック映画祭出品時、「パルプフィクション」のアマンダ・プラマーから電話がかかってきて、会場が大騒ぎになったらしい[要出典]。
- メインキャストとして出演した映画『カメラを止めるな!』のヒットにあやかり、2019年8月26日より新宿歌舞伎町にバー「ONE CUT」をオープンしている[6]。

## 出演

### 映画
- 地獄（1999年11月20日、オーピー映画/石井プロダクション、監督：石井輝男） - 伊上の運転手 役[7]
- 初熱 Love Potion（2002年5月2日公開、オーピー映画、監督：杉浦昭嘉） - 松崎 役
- GUN CRAZY Episode2 裏切りの挽歌（2002年5月11日公開、巴里映画/キュームービー、監督：室賀厚）
- 東京ロンググッバイ!!（2003年2月26日公開、キャメルフィルム、監督：吉行良介） - 主演・拓也 役[8]
- ロスト・バイ・デッド（2003年8月30日公開、辻岡プロダクション/ゼアリズエンタープライズ、監督：辻岡正人） - 真矢 役
- @ベイビーメール（2005年9月10日公開、クリエイティブアクザ、監督：中村義洋） - 堂本 役
- イケルシニバナ（2006年1月28日公開、NETCINEMA.TV、監督：TORICO）
- DIVIDE/ディバイド（2006年5月13日公開、辻岡プロダクション、監督：辻岡正人） - 翔 / 龍 役（二重人格役）
- 星空楽団（2008年1月19日公開、監督：三田圭介） - 語り（声の出演）　※短編アニメ映画
- さよならの夜明け（2008年12月14日公開、キャメルフィルム、監督：吉行良介） - 主演・武志 役　※短編映画
- Dirty Heart（2009年11月28日公開、辻岡プロダクション、監督：辻岡正人）
- シュアリー・サムデイ（2010年7月17日公開、松竹、監督：小栗旬） - 映画撮影クルー 役
- 惨劇館-ブラインド-（2011年8月27日公開、ジェネオン・ユニバーサル・エンターテイメント、監督：御茶漬海苔） - 刑事 大沢 役
- 老獄/OLD PRISON（2012年2月4日公開、辻岡プロダクション、監督：辻岡正人）
- ボレロ（2012年2月4日公開、田島オフィス、監督：田島基博）
- まだ、人間（2012年5月26日公開、ティ・ジョイ、監督：松本准平）
- よりよい明日（2012年11月10日公開、キャメルフィルム、監督：吉行良介） - 主演・沢田拓也 役
- ヲ乃ガワ -WONOGAWA-（2014年11月1日公開、ヲ乃ガワ製作委員会、監督：山口ヒロキ） - 蟹屋敷ゴシャガレル 役
- BLACK ROOM（2015年9月12日公開、辻岡プロダクション、監督：辻岡正人）
- 少女椿（2016年5月21日公開、リンクライツ、監督：TORICO） - 下村おさむ 役
- HiGH&LOW THE RED RAIN（2016年10月8日、松竹、監督：山口雄大）
- トリノコシティ（2017年12月23日公開、アイリンク、監督：山口ヒロキ）
- 星くず兄弟の新たな伝説（2018年1月20日公開、マジックアワー、監督：手塚眞）
- カメラを止めるな!（2018年6月23日公開、ENBUゼミナール/アスミック・エース、監督：上田慎一郎） - 古沢真一郎 役
- サイキッカーZ（2019年4月6日公開、監督：木場明義） - 怪力のタロウ 役[9]　※短編映画、短編特集「コメディボックス!」内の1つとして劇場公開
- 帰ってきた一文字拳 最強カンフーおじさん対改造人間軍団（2019年6月22日公開、監督：中元雄）[10]　※短編映画、『一文字拳 序章 最強カンフー少年対地獄の殺人空手使い』併映作品
- つむぎのラジオ（2019年8月10日公開、監督：木場明義） - 黒田光 役
- イソップの思うツボ（2019年8月16日公開、アスミック・エース、監督：上田慎一郎） - 大学講師 役[11]
- はらわたマン（2019年10月5日、監督：中元雄）　※短編映画、『いけにえマン』併映作品
- ヌンチャクソウル（2019年11月9日公開、ガチンコ・フィルム、監督：木場明義）
- スーパームーンα 荻窪崇史のプレイバック（2021年8月6日公開、監督：桜井亜美）
- 自宅警備員と家事妖精（2021年11月20日公開、太秦、監督：藤本匠） - 主演・古川稔 役[12][13][14]
- ペルセポネーの泪（2022年3月18日公開[注 2]、源田企画、監督：磯部鉄平・源田泰章） - 金子 役
- ポプラン（2022年1月24日公開、エイベックス・ピクチャーズ、監督：上田慎一郎）[15]
- 永遠の1分。（2022年3月4日公開、イオンエンターテイメント、監督：曽根剛）
- ちくび神!（2022年3月19日公開、監督：米澤成美）
- カルマカルト（2022年4月1日公開、ラミアクリエイト、監督：松本了） - 毛利莞二 役
- 透子のセカイ（2022年10月1日公開[注 3]、吉本興業、監督：曽根剛）[16]　※第11回沖縄国際映画祭で地域発信型映画として公開
- EROSION（2022年12月17日公開、AUDIOVISUAL PICTURES、監督：TOOWA2） - KAROUJA 役
- お金が足りない。（2023年10月4日、監督：横川康次）
- サーチライト-遊星散歩-（2023年10月14日、SPOTTED PRODUCTIONS、監督：平波亘） - 鈴木店長 役[17]
- ゆりに首ったけ（2023年11月11日、リアルメーカーズ、監督：中泉裕矢） - 主演・ケンジ 役[18] ※吉川流光、山下徳久、藤公太とのクアドラプル主演
- 東京遭難（2023年11月18日、監督：加藤綾佳）[19]
- スキャンダルの夜 寝取られミナミ（2025年7月4日、監督：戸巻のぞみ、小泉京介）- ミツル 役[20]
- ブラックホールに願いを!（2025年12月6日公開予定、Atemo、監督：渡邉聡）[21]

#### 劇場未公開作
- プラットフォレスト（2003年、監督：大森研一）
- 君に人工呼吸するのはいつだって僕さ（2003年、キャメルフィルム、監督：吉行良介）　※監督の吉行良介の特別上映会でのみ公開
- LAV.SYS（ラブ・システム）（2009年、監督：手塚眞）
- Human's（2009年2月11日公開、監督：藤井道人/中川和博/久保龍介/山田久人/志真健太郎） - 主演・人貸し屋 J 役　※ラフォーレミュージアム原宿で公開
- 動画探偵ぐれいと・すぺしゃる2 ニコニコ心霊殺人（2011年8月15日公開、ニコニコ動画、監督：手塚眞） - 守 役　※「夏だ!お盆だ!ニコファーレだ! 360°ホラー映画祭り 3本立て」で公開
- 憂恋の花（2011年、監督：浦嶋嶺至） - ユージ 役　※有料試写イベントでの公開
- 電話の向こう側（2012年、監督：増田俊樹） - 主演
- 東京ジェネレーター（2012年、監督：浦嶋嶺至） - 主演・高田相馬 役　※イベント公開
- NEW LITTEL STONE（2013年、監督：関口健仁） - ノッポ 役　※新宿ロフトプラスワンで公開
- ユルネバ〜キミはひとりじゃない〜（2015年2月7日公開、コラソンエンターテイメント、監督：植田朝日）　※東京国際フットボール映画祭で公開
- オフステージ（2015年、監督：平沼豊） - 主演・杉原英輔 役
- 生命の灯火（2015年、辻岡プロダクション、監督：辻岡正人）
- 繕い合う・こと（2021年予定、監督：長屋和彰） - 枝 役　※プロデューサーも担当[22]

### CM
- 花王「ビオレ」（2007年）　※声優として
- サントリー「ハーバルクリア」（2009年）
- キリン「ファイア」（2010年）
- ブロードキャスト・サテライト・ディズニー「Dlife緊急告知! 秋の2大ドラマ」（2013年）
- NEC 企業インフォマーシャル（2014年）
- サッポロビール「麦とホップ」（2014年）
- 仙台パルコ「KEEP GOING!」（2020年）[23] ※WebCM

### ビデオシネマ
- 湘南爆走族3 10オンスの絆（2002年、監督：神野太） - 不良生徒 足立 役
- 外伝 麻雀放浪記（2002年、監督：服部光則）
- サポーターの女 ハットトリックされた夜（2004年、監督：神野太）
- 姫 一人の少女の物語（2008年、監督：藤井道人） - 主演・新堂 役
- DRASTIC（2009年、監督：辻岡正人） - ストーリーテラー 役
- 御茶漬海苔の惨劇館（2010年、監督：御茶漬海苔） - 大学時代の菊の恋人 役（第参話「日記」）
- 戦慄の果てに女は嗤う（2017年、監督：平沼豊） - （第四夜「美しい隣人」）　※監督補も務める

### テレビドラマ
- 虹のかなた（2004年、MBS）
- 新選組!（2004年、NHK）
- 所轄刑事2 必死の生活安全課（2005年、フジテレビ） - 車上荒らし犯人 役

### ウェブドラマ
- カメラを止めるな! スピンオフ ハリウッド大作戦!（2019年3月2日、AbemaTV[注 4]） - 古沢真一郎 役

### テレビ番組
- 痛快TV スカッとジャパン 第136回「ショートショートスカッと」（2018年8月13日、フジテレビ）[24]
- 3時のヒロインmeetsガールズクリエイター（2020年12月8日、日本テレビ）[25]

### MV
- prime time「君の魔法」
- 中島みゆき「荒野より」

### 舞台
- 劇団コラソン第11回公演「もしドラ－コラソン版－」作：植田朝日
- 劇団コラソン第17回公演「ユルネバ〜YOU'LL NEVER WALK ALONE.〜」作：植田朝日
- 劇団コラソン第26回公演「モテなキ」作：植田朝日
- 劇団コラソン第28回公演「ユルネバ2〜太陽とシスコムーン〜」作：植田朝日
- 劇団コラソン第2回せんがわ劇場演劇コンクール「ユルネバ」作：植田朝日
- 劇団コラソンpresents『コラソマニア2』「ユルネバ－ダービー前夜」作：植田朝日
- Reset Limit第5回公演「ミラクル☆スカイ」作・演出：平康臣
- Reset Limit第6回公演「artificial emotion!!」作・演出：平康臣
- Reset Limit第7回公演「mixed blessing!」作・演出：平康臣
- Reset Limit第9回公演「音霊戦隊 ディスクレンジャー」作・演出：平康臣
- Reset Limit ルナティック演劇祭出品作品「RISING LOVE」作・演出：平康臣
- コルバタ「足音を鳴らせ!」作・演出：友池さん
- FUKUSHIMA DAY上映会 会話劇「俳優 桐谷和明のトリセツ」（2019年4月27日、CAPSULE）[26]
- 殉血のサルコファガス（2019年5月15日 - 21日、新宿シアターモリエール）[27]

### モデル
- 白夜書房「シルバートライブ」（2007年）
- 造型社「Harley MAGAZINE」（2009年）
- 2015 ISETAN IRODORISAI 彩り祭 伊勢丹新宿店メンズ館 TOKYO FASHION NOMAD ウインドウディスプレイ（2015年）
- メンズ 眉毛サロン Amon 六本木店（2017年）

### その他
- リアル脱出ゲーム「封鎖された人狼村からの脱出」（2020年） - 鷹匠 タカージオ 役[28][29]

## スタッフ参加

### 映画（スタッフ）
- イソップの思うツボ（2019年） - 撮影助手
- 透子のセカイ（2020年） - 監督助手
- リフレインの鼓動（2021年） - アシスタントプロデューサー
- 繕い合う・こと（2021年） - プロデューサー
- ゆりに首ったけ（2023年） - プロデューサー

### テレビドラマ（スタッフ）
- 號哭のカタストロフ（2018年） - アシスタントプロデューサー